# Ívelt szárnyú tarkamolyfélék
Az ívelt szárnyú tarkamolyfélék (Ypsolophidae) a valódi lepkék (Glossata) alrendjébe tartozó Yponomeutoidea öregcsalád egyik családja.
Ezeknek az északi félgömbön elterjedt, közepes vagy nagyobb termetű molylepkéknek hazánkban 19 fajáról tudunk. Polifág hernyóik lombos fákon élnek. Régebben a tarkamolyfélék (Plutellidae) családjába sorolták őket (Mészáros, 2005).

## Rendszertani felosztásuk
A családot két alcsaládra és tizenkét további, alcsaládba nem sorolt nemre tagolják:
- Vaskosmolyformák (Ochsenheimeriinae) alcsalád két nemmel:
  - Aridomeria
  - Ochsenheimeria
- Ívelt szárnyú tarkamolyformák (Ypsolophinae) alcsaládja két nemmel:
  - Cerostoma
  - Ypsolopha
    - őszibarack-tarkamoly (Ypsolopha persicella Fabricius, 1787) – hazánkban mindenfelé előfordul
    - Y. asperella
    - Y. scabrella
- Alcsaládba be nem sorolt nemek:
  - Alapa
  - Chaetochilus
  - Chalconympha
  - Euceratia
  - Harpipterix
  - Hypolepia
  - Lepidocera
  - Pluteloptera
  - Pteroxia
  - Rhabdocosma
  - Theristis
  - Trachoma